# Селва (Савона)
Селва је насеље у Италији у округу Савона, региону Лигурија.
Према процени из 2011. у насељу је живело 15 становника. Насеље се налази на надморској висини од 118 м.